# Wrzesień 2019

## 26 września
- W Indonezji doszło do trzęsienia ziemi, wskutek którego śmierć poniosło co najmniej 30 osób, a rannych zostało co najmniej 150 osób[1].
- W wieku 86 lat zmarł Jacques Chirac, prezydent Francji w latach 1995–2007 i premier w latach 1974–1976 oraz 1986–1988[2].

## 25 września
- W przeprowadzonych 17 września przyśpieszonych wyborach w Izraelu zwyciężyła koalicja Niebiesko-Biali pod przywództwem Beniego Ganca, która wprowadziła do dwudziestego drugiego Knesetu 33 posłów. Do Knesetu dostały się także Likud (32), Zjednoczona Lista (13), Szas (9), Nasz Dom Izrael (8), Zjednoczony Judaizm Tory (7), Jamina (7), Partia Pracy-Geszer (6) oraz Obóz Demokratyczny (5)[3].
- Andrzej Radzikowski został przewodniczącym Ogólnopolskiego Porozumienia Związków Zawodowych[4].
- Bułgarska ekonomistka Kristalina Georgiewa została nową szefową Międzynarodowego Funduszu Walutowego[5].
- Międzynarodowe lotnisko Daxing w Pekinie, którego budowa trwała pięć lat i kosztowała 80 mld juanów (45 mld złotych) zostało otwarte. Ma ono odciążyć Stołeczne Międzynarodowe Lotnisko Pekin, gdzie ograniczona przestrzeń powoduje czasem opóźnienia lotów[6].

## 24 września
- Trzęsienie ziemi o magnitudzie 5,8 nawiedziło kilka pakistańskich prowincji, w tym Pendżab i Chajber Pasztunchwę. Epicentrum znajdowało się około 20 km na północ od miasta Dźhelam. Wstrząs miał miejsce na głębokości 10 km. Zginęło 37 osób, a ponad 300 zostało rannych[7]

## 23 września
- Jedno z najstarszych i największych na świecie biur podróży Thomas Cook Group ogłosiło upadłość[8].

## 20 września
- W około 150 krajach miał miejsce Młodzieżowy Strajk Klimatyczny, mający na celu walkę z wywołanymi przez człowieka zmianami klimatu[9]. W Polsce młodzież protestowała w 60 miastach[10].

## 15 września
- W rozgrywanych w Chinach mistrzostwach świata w koszykówce mężczyzn Hiszpania pokonała w Pekinie Argentynę w stosunku 95:75; był to drugi w historii mistrzowski tytuł tej reprezentacji (wcześniej Hiszpanie zwyciężyli w finale MŚ w 2006 w Japonii)[11].
- Słoweniec Primož Roglič (Team Jumbo-Visma) zwyciężył w kolarskim wyścigu wieloetapowym Vuelta a España[12].

## 14 września
- W całej Unii Europejskiej w życie weszła dyrektywa PSD2; ten dotyczący płatności akt prawny wymusza na bankach i innych dostawcach usług płatniczych stosowanie tzw. silnego uwierzytelniania, co przekłada się na zmiany w logowaniu do bankowości internetowej oraz przy autoryzacji transakcji[13].

## 10 września
- Atlantycki cyklon tropikalny Dorian, który przeszedł przez Karaiby, wschodnie wybrzeże Stanów Zjednoczonych oraz Kanadę, rozproszył się; huragan spowodował śmierć co najmniej kilkudziesięciu osób[14].

## 8 września
- Triumfatorami gier singlowych podczas wielkoszlemowego turnieju tenisowego US Open zostali: Hiszpan Rafael Nadal (wśród mężczyzn) oraz Kanadyjka Bianca Andreescu (wśród kobiet)[15][16].

## 7 września
- Jury konkursu głównego na 76. MFF w Wenecji pod przewodnictwem Lucrecii Martel przyznało nagrodę główną Złotego Lwa amerykańskiemu filmowi Joker w reżyserii Todda Phillipsa[17][18].